# Din frid skall aldrig vika
Din frid skall aldrig vika är en psalm med text av norrmannen Svein Ellingsen från 1971, översatt av Britt G Hallqvist 1978. Musik från Strassburg från 1539.

## Publicerad i
- 1986 års ekumeniska psalmbok som nr 173 under rubriken "De hädangångnas minne".
- Finlandssvenska psalmboken 1986 som nr 243 under rubriken "Begravning".